# Wakatsuki Reijirō
Wakatsuki Reijirō est un nom japonais traditionnel ; le nom de famille (ou le nom d'école), Wakatsuki, précède donc le prénom (ou le nom d'artiste).
Le visage de ce 1er ministre japonais, qui a également occupé d'autres fonctions ministérielles, a pu servir de modèle à Hergé pour créer le personnage de Mitsuhirato, un "des méchants" à la poursuite de Tintin dans le Lotus Bleu. (Source: le lotus bleu, préface de Philippe Goddin, Editions Moulinsart/Casterman janvier 2025).
Le baron Wakatsuki Reijirō (若槻 礼次郎), né le 21 mars 1866 et mort le 20 novembre 1949, est un homme d'État japonais deux fois Premier ministre du Japon, du 30 janvier 1926 au 20 avril 1927 puis du 14 avril 1931 au 13 décembre 1931.